# Indiana Jones and the Temple of Doom
Indiana Jones and the Temple of Doom je hra pro počítače Sinclair ZX Spectrum a kompatibilní (například Didaktik). Autorem hry je společnost Paragon Programming Ltd. Vydavatelem hry byla společnost U.S. Gold, která hru vydala v roce 1985.
Děj hry vychází z děje filmu Indiana Jones a chrám zkázy. Cílem hry je vrátit vesničanům posvátný kámen a zachránit jejich děti, které byly uneseny, aby pracovaly v dolech náboženské sekty vyznávající bohyni Kálí.
Pokračováním jsou hry Indiana Jones and the Last Crusade a Indiana Jones and the Fate of Atlantis, přičemž ale z filmové předlohy vychází jen první z nich.